# Casabermeja
Casabermeja es un municipio español de la provincia de Málaga, en la comunidad autónoma de Andalucía. Está enclavado en los Montes de Málaga, dominando el histórico Campo de Cámara, antigua campiña cerealista. Discurren por su término municipal el río Guadalmedina y el río Cauche.
En 2022 contaba con una población de 3.813 habitantes.
Su origen se remonta a la dominación musulmana y su configuración actual como pueblo blanco andaluz se debe a los siglos XVII y XVIII. Está construido sobre la ladera norte de una montaña, destacando las pronunciadas pendientes de sus calles estrechas y orgánicas. De su casco antiguo destaca la iglesia parroquial con su torre bermeja, la cual domina todo el valle.
Su fiesta principal es el Corpus Christi y destacan otras como la de su patrón San Sebastián, la Semana Santa, San Marcos, la Feria de Agosto, la Romería de la Virgen del Socorro o la Fiesta de la Cabra Malagueña, esta última en alusión a la importancia de Casabermeja en la expansión de esta raza caprina.

## Geografía
En el año 2000 tenía 3.003 hab., en el 2005: 3.240 hab., en el 2006: 3.364 hab. y en el 2007: 3.421 lo que indica un aumento de un 10% en los últimos años.
Los espacios naturales de interés que hay son el parque natural Montes de Málaga, el Jaral, el Camino de las Fuentes, Bocanegra y el entorno de las Peñas de Cabrera.

### Situación
Casabermeja se sitúa en el interior de la provincia de Málaga. Por carretera se halla situado a solo 20 km de Málaga y a 513 km de Madrid.
| Noroeste: Antequera       | Norte: Antequera | Noreste: Colmenar y Antequera |
| Oeste: Almogía            |                  | Este: Colmenar y Málaga       |
| Suroeste Almogía y Málaga | Sur: Málaga      | Sureste: Málaga               |

## Historia

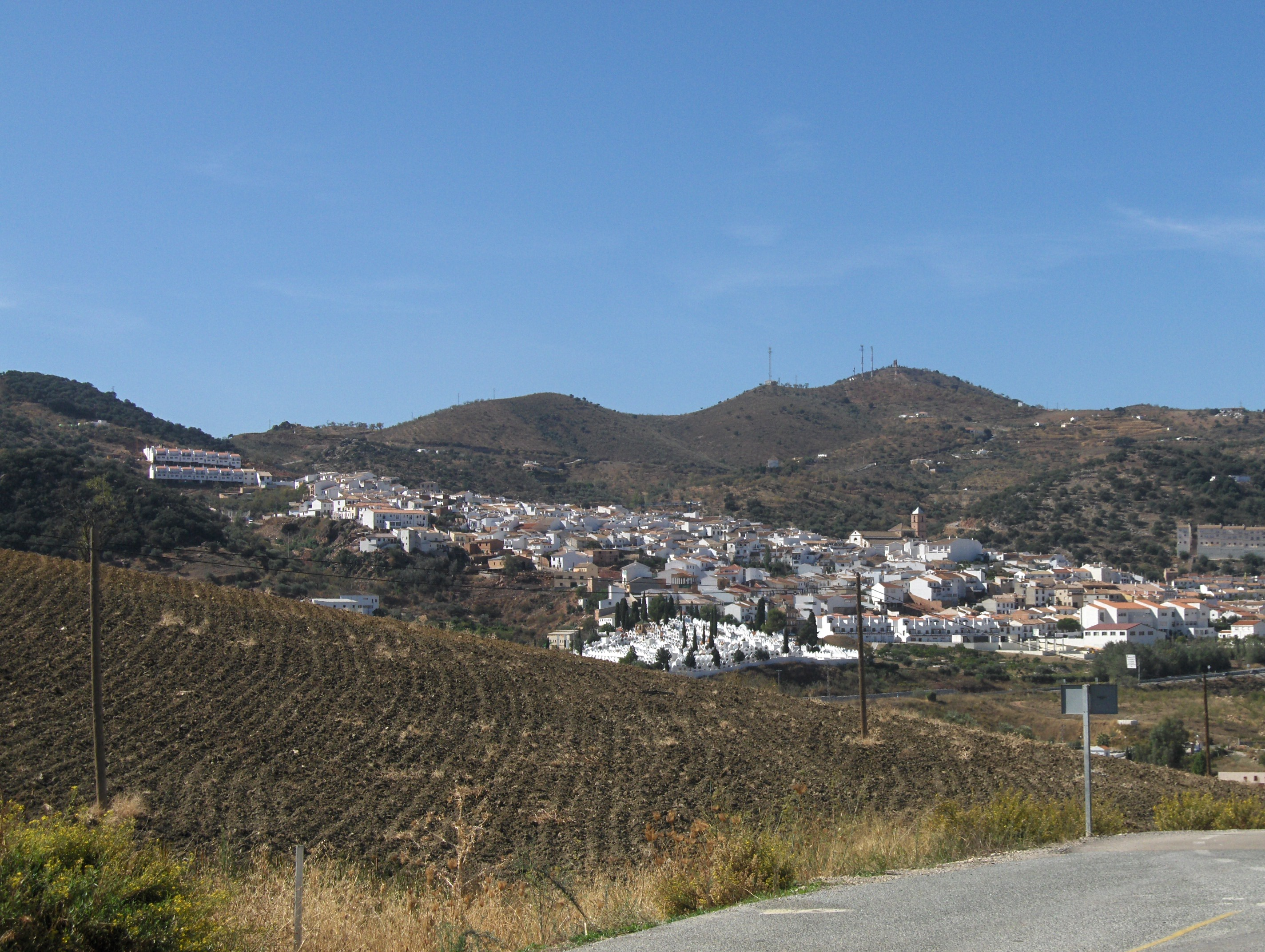
Vista de Casabermeja.

### Orígenes
Los orígenes de Casabermeja se remontan a la prehistoria, más concretamente a la Edad del Cobre, cuando ya fueron habitadas estas tierras del Campo de Cámara en las actuales Peñas de Cabrera. Atestiguan este hecho las pinturas esquemáticas que se conservan en los numerosos abrigos de este paraje natural.
Sin embargo, el primer asentamiento sobre el actual núcleo urbano se remonta a la época romana, donde existía una villa como se ha podido comprobar gracias a los restos del castelun que la abastecía de agua. En la Edad Media "el lugar fue poblado en tiempos de moros" tal y como menciona la carta fundacional, y se cree que el poblado fue abandonado por los árabes durante la conquista de Málaga, quedando desierto el lugar.

### Edad Moderna
A principios del siglo XVI se sabe que estaba habitada la zona (como prueban diferentes documentos). Sin embargo, se conoce poco de su historia, con fecha anterior a este siglo. Los primeros datos históricos registrados son del reinado de los Reyes Católicos, cuando el 19 de junio de 1509 ordenan en una carta poblar el lugar de Casabermexa, hecho que sería confirmado por su hija Doña Juana en otra carta del año 1529 y posteriormente por su nieto Carlos I de España y V de Alemania en otra carta del 26 de junio de 1550, mandando poblar el lugar de Casabermexa:

...la cual dicha vencidad mandamos que sea de sesenta vecinos y no más, los cuales hagan sus casas y habitaciones en el lugar y parte y alrededor de la iglesia de Nuestra Señora del Socorro que agora está edificada en el dicho sitio, en el cual dicho lugar haya justicia y regidores y oficiales como los hallen los otros lugares de la jurisdicción de la dicha ciudad de Málaga...

Estos sesenta vecinos citados anteriormente se repartieron también las tierras y bienes del municipio. Dicho documento prueba la existencia del pueblo con anterioridad a esta fecha, así como de la misma iglesia parroquial, pero al no haberse conservado ningún resto arqueológico ni documental anterior a esta carta fundacional, no se puede fijar con exactitud la antigüedad del pueblo. En todo caso la fecha oficial de su fundación como Villa es el 26 de junio de 1550.
En 1633, tendría lugar la venta de la jurisdicción de la villa de Casabermeja a Agustín de Mancha y Velasco, vecino de Antequera. Con el objetivo de no caer bajo el control de un señor, los moradores de la puebla solicitaron comprar la jurisdicción y ofrecerán una oferta superior a la hecha por el antequerano, anteriormente nombrado. Ante esta oferta, los vecinos de Casabermeja consiguieron que el monarca, Felipe IV, anulara la venta realizada y que se efectuara la compra planteada por ellos. Así, lograron la segregación del concejo de Málaga, proclamándose un pueblo independiente mucho antes que otros pueblos de la zona, y sin nunca haber estado bajo el dominio de ningún noble.
Durante esta centuria, Casabermeja va a experimentar un aumento en la población con respecto al siglo XVI, cuando tiene lugar la Carta Fundacional en 1550, con sus “60 vecinos y no más”. Este aumento poblacional se podría haber producido debido a la llegada de población de los pueblos vecinos, por al auge de la vid y de los beneficios que dejarían sus productos (al cultivo de las tierras de propiedad de los vecinos), pudiéndose ampliar el patrimonio rústico, gracias a factores influidos por su situación geográfica, ya que se encuentra en el Camino Real de Málaga a Antequera (o debido a todos estos factores a la vez, como posiblemente puede que ocurrió).
Este aumento demográfico va ligado al auge económico que se vivirá principalmente en el siglo XVIII, gracias al cultivo de la vid, principal fuente de riqueza de la villa. Esta intensa actividad agrícola provocó una disputa entre la Hermandad de Viñeros de Málaga y los vecinos de Casabermeja, debido a que los primeros defendían un privilegio que impedía a los vecinos de Casabermeja y Colmenar introducir sus vinos en la ciudad de Málaga. La disputa se mantenía desde finales del siglo XVI, pero finalmente será resuelta en 1700 por el rey Carlos II, ganando el pleito los vecinos de Casabermeja, marcando esta fecha un antes y un después en la economía de la villa.
Estas dos circunstancias favorecen no solo al patrimonio rústico y al crecimiento urbano de la villa, sino que lleva consigo, paralelamente, una serie de riquezas que se reflejan en todos los ámbitos. Este crecimiento se constata en la parroquia Nuestra Señora del Socorro (que tuvo que ser ampliada en varias ocasiones para dar cabida a toda la población) y en los objetos de culto con incalculable valor que fueron adquiridos por los vecinos, como es una Custodia que data de 1672, unos ornamentos del Viernes Santo, una lámpara del Santísimo, una túnica de Jesús Nazareno bordada en oro sobre terciopelo, un armario eucarístico, unos ternos del Corpus Christi, la vara del Hermano Mayor de la Hermandad del Santísimo Sacramento, etc. Es en esta época por lo tanto, cuando se fraguan las principales fiestas de Casabermeja destacando el culto a Jesús Nazareno y la Virgen de los Dolores y, en especial, el Corpus Christi, como lo prueban los numerosos objetos de esta época para estos cultos.

### Edad Contemporánea
En el siglo XIX, durante la Guerra de la Independencia Española, se tiene constancia de la participación de los vecinos en la lucha contra los franceses, como prueba el informe del comandante del escuadrón de caballería del año 1812, donde afirma que varios vecinos al mando:

... de cincuenta hombres en el camino que conduce de la ciudad de Málaga a Antequera batió a una gruesa columna francesa que conducía de la primera de dichas a Antequera cinco cañones, quemándole las cureñas y carros, devolviendo las yuntas a sus respectivos dueños, en cuya acción quedaron apresados diez franceses, y en el campo, trece muertos y muchos despojos de que se apoderaron los fuertes guerreros de su escuadrón repitiendo igual hecho en el misma camino y cuesta del Parral con otra columna francesa en tiempo que ésta conducía de la citada ciudad de Málaga a la referida de Antequera veinticinco carros de plomo e infinidad de caballerías, cuya acción duró casi diez horas, quedando en poder del referido don Antonio todos los carros y setenta y ocho bestias de todas especies, nueve prisioneros y, en el campo, veintiún muertos y muchos heridos, numerándose entre los primeros en la acción primera su comandante, y en los segundos de esta última, el suyo, y que además ha incomodado en estas cercanías en todas ocasiones y tiempos a las columnas y partidas que han transitado, hasta el extremo de batirlos en este pueblo, y aunque de ordinario ha exigido raciones de él y otros efectos para la subsistencia del prenotado escuadrón, ha sido con consideración y guardando la mejor armonía a los individuos de éste con los vecinos afectos a nuestro sabio Gobierno...

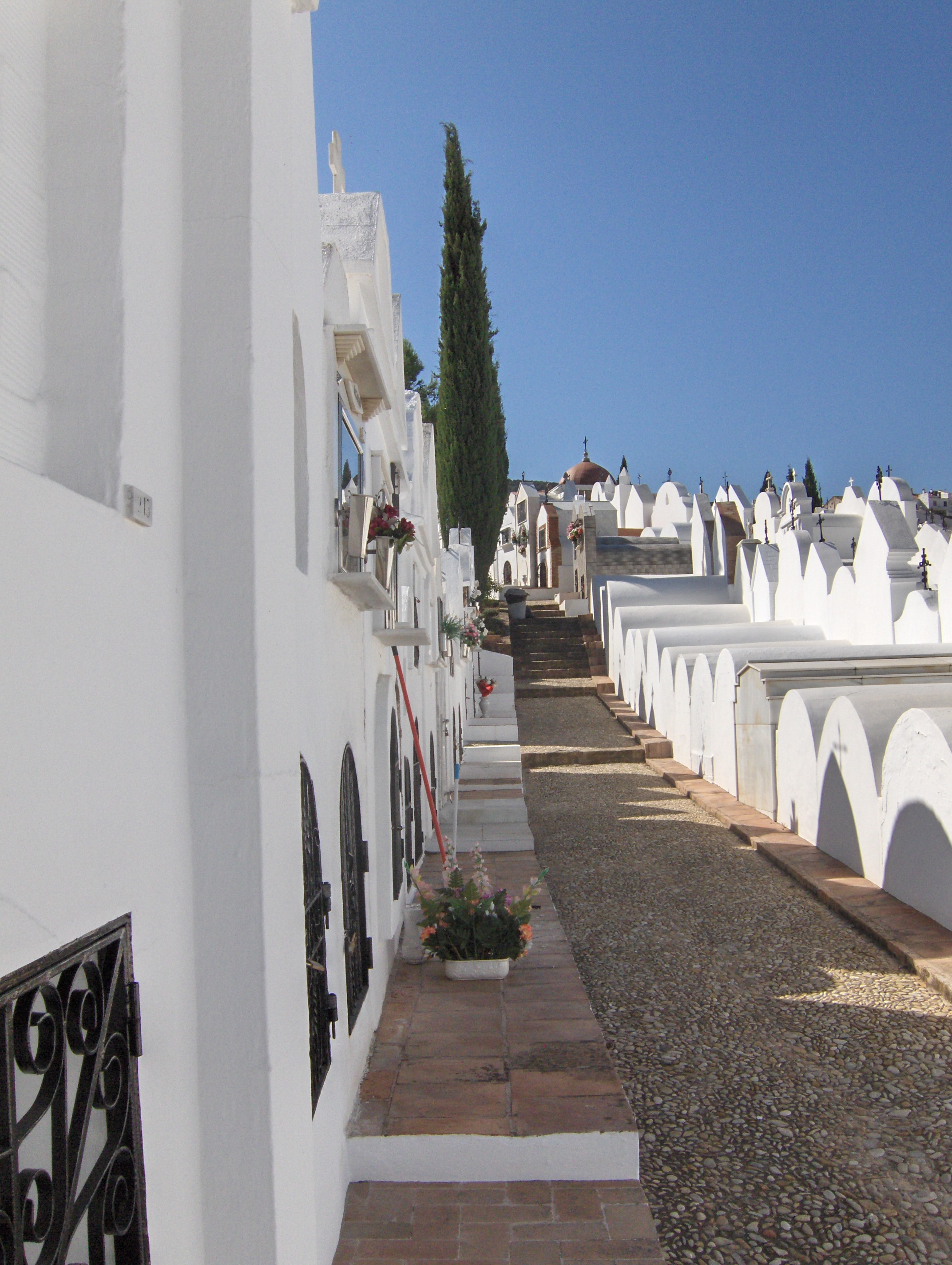
Vista del cementerio de San Sebastián.

A mediados de octubre del año 1840 tuvo lugar una primicia en el origen del movimiento obrero andaluz en el pueblo de Casabermeja. Un grupo de vecinos se repartieron cinco grandes cortijos, de hasta 1300 fanegas, correspondiéndole a cada cual su parte y poniéndola en cultivo inmediatamente. Al presentarse el juez del partido de Colmenar, don Gaspar Moreno, con 60 hombres de a pie y 40 de a caballo, les hizo retirarse a la villa. Poco después, los mismos que habían repartido las tierras decidieron nombrar alcalde y Ayuntamiento entre ellos. El ejemplo cundió y en los pueblos de Almogía, Alozaina y Periana se llevó a cabo otro reparto de tierras como el de Casabermeja. Este estado excepcional duró dos meses, hasta que se restableció el orden con una expedición militar. Fue dirigida por orden del capitán general de Granada, el coronel don Francisco Feliú de la Peña, que procedió con la mayor habilidad y sensatez para restablecer el orden.
También en este siglo tuvo lugar la desamortización de los bienes de la Iglesia, siendo desamortizados varios templos de los que existían en la villa. De estos templos se conservan para el culto hoy en día la iglesia parroquial y la ermita de San Sebastián, habiendo desaparecido el antiguo convento franciscano de San Antonio ubicado en la plaza de San Antonio, hoy llamada plaza del Calvario. También existió una ermita dedicada al Cristo del Perdón, donde hasta hace poco había una sucursal bancaria en la plaza central del pueblo, que sirvió para dar culto a un Cristo crucificado recogido en un grupo escultórico de un calvario. La calle aledaña a dicha ermita conserva el nombre de calle Cristo. De igual modo existieron tres capillas oratorios en diferentes edificios del pueblo como son las de una casa de la calle el Moral, la del Cortijo de Casa de Arias y otra en la hacienda de los P.P. Trinitarios.
Hasta el año 1973, Casabermeja, situada a 20 km de Málaga, se encontraba prácticamente aislada, debido a la precaria situación de la carretera que la unía con la capital. Pero es a partir de dicha fecha, con la construcción de la carretera Málaga-Granada, cuando la capital queda a tan solo quince minutos en coche y empieza el nuevo auge de Casabermeja. Aumenta así la población y se reflota la economía, siendo un punto geográfico importantísimo al estar tan cerca de Málaga y muy bien comunicada mediante autovía y autopista, convirtiéndose en el punto intermedio entre Málaga y Antequera.

## Monumentos y lugares de interés

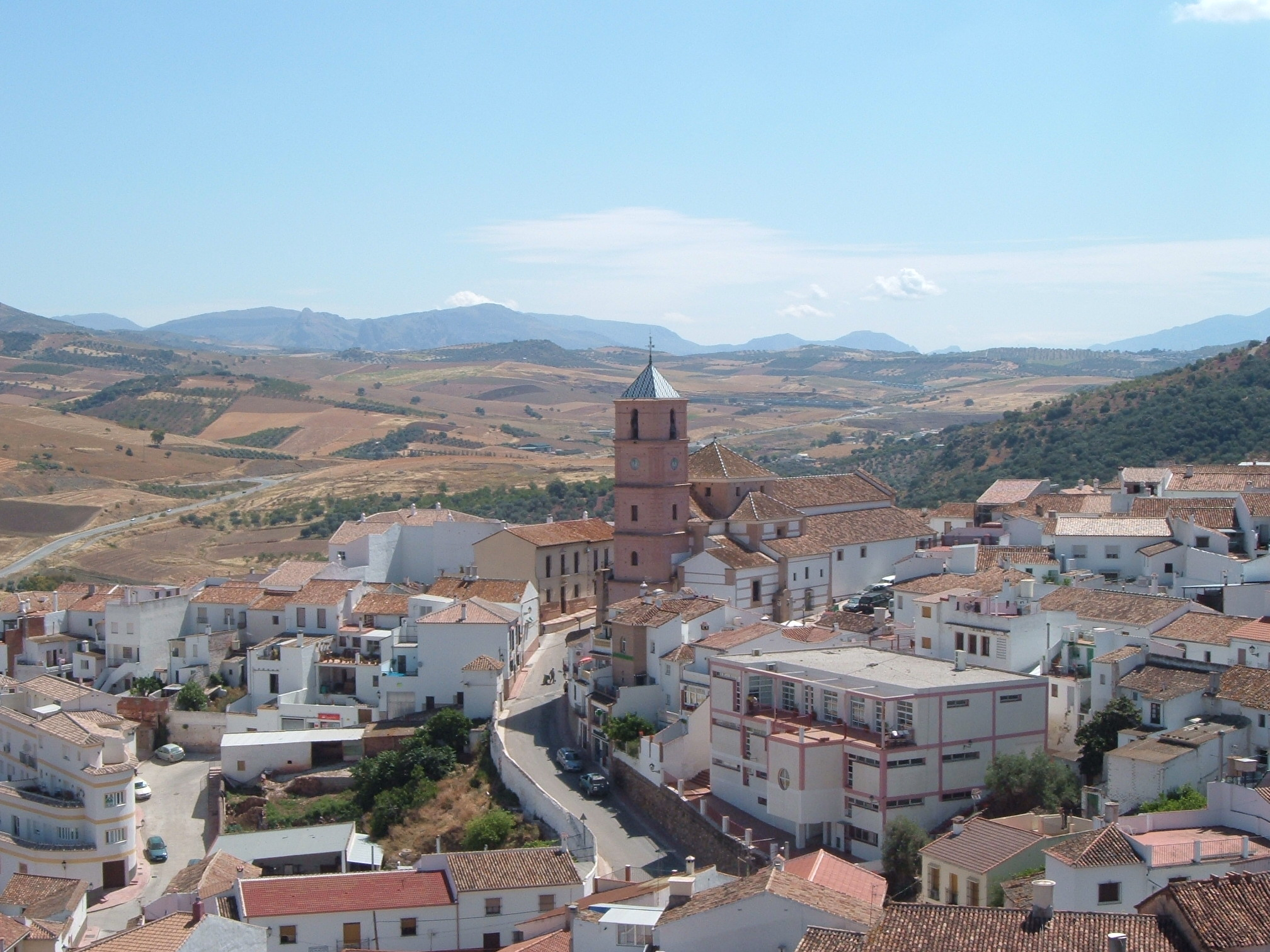
Vista general del pueblo donde se aprecia la iglesia de Nuestra Señora del Socorro

- cementerio municipal de San Sebastián: planificado como si fuera un pequeño pueblo independiente, con sus calles y plazuelas, es de especial interés. Los nichos parecen pequeñas casas con sus propias puertas y ventanas de rejas de hierro, tras las que se puede poner la fotografía del fallecido o ramilletes de flores. La puerta sirve de acceso para introducir el féretro, el cual sobresale por la parte trasera formando una especie de bóveda. Está declarado Bien de Interés Cultural (B.I.C.) con la categoría de monumento.

- Iglesia de Nuestra Señora del Socorro: construida durante la fundación del pueblo en el siglo XVI y restaurada a principios del pasado siglo. Es producto de varias ampliaciones de los siglos XVIII y XIX. Es de planta basilical con tres naves, la central más ancha y alta que las laterales, separadas por una serie de arcas que se sustentan mediante pilares y cubiertas con bóveda de cañón con lunetos. Posee un transepto terminado en camarines en su extremos y el crucero es coronado con una cúpula semiesférica. El presbiterio está bajo la torre-campanario, siendo todo una peculiaridad. Destacan en su interior sus cinco camarines. En el exterior destaca el antiguo cementerio que se ubica bajo la parroquia y su potente torre campanario realizada en sillería de ladrillo de color bermejo, siendo el símbolo por excelencia del pueblo. Está declarada Bien de Interés Cultural (B.I.C.) con categoría de monumento por ser la parroquia rural más importante de la diócesis de Málaga.

- Torre Zambra: torre vigía del siglo XII desde donde se contempla un extenso panorama de más de 50 km a la redonda incluyendo Málaga e incluso en día despejados se puede contemplar África.

- Antigua ermita de la Virgen del Socorro: está situada próxima al casco urbano, cerca de la parte alta de Casabermeja, en el paraje de El Chorro. El sitio es un enclave natural. La parcela incorpora un edificio del arquitecto Carlos Verdú, que se proyectó en 1987 para cumplir las funciones de ermita. Pero a principio de la década de los 2000 es donado a la Hermandad Sacramental del Socorro por los antiguos propietarios, siendo la Corporación Sacramental la propietaria.

- Museo-Taller de Cerámica de Casabermeja: centro cultural dedicado a la alfarería, inaugurado el 27 de octubre de 2007.[4]

- Peñas de Cabrera: enclave arqueológico de época prehistórica destacando por las pinturas rupestres de tipo esquemático en los abrigos de las peñas. Están declaradas Bien de Interés Cultural (B.I.C.).

- Toro de Osborne: situado junto a la autovía es todo un emblema de España declarado por la Junta de Andalucía como Bien de Interés Cultural (B.I.C.)con la categoría de monumento.

## Geografía humana

### Demografía
Cuenta con una población de 4065 habitantes (INE 2024).
| Gráfica de evolución demográfica de Casabermeja entre 1842 y 2021                                                     |
| |
| Población de derecho según los censos de población del INE. Población de hecho según los censos de población del INE. |

### Economía
La agricultura y la cría de ganado vacuno han sido siempre su mayor fuente ingresos. A los viñedos, que fueron su mayor riqueza hasta mediados del siglo XX, les han ganado terreno las prolíferas cosechas de almendras y trigo. Hasta la caída de la construcción, la albañilería fue un punto fuerte en Casabermeja. Hoy en día las principales fuentes de la economía del municipio son la agricultura, ganadería y, en los últimos años se ha experimentado un crecimiento en el sector servicios, con la apertura de establecimientos como bares, tiendas de alimentación, supermercados, varias aseguradoras, un videoclub multiservicio, fruterias y un largo etcétera que permiten vivir a los casabermejeños sin tener que viajar a Málaga para satisfacer sus necesidades principales.

#### Evolución de la deuda viva municipal
| Gráfica de evolución de Deuda viva del Ayuntamiento de Casabermeja entre 2008 y 2019                                |
| |
| Deuda viva del Ayuntamiento de Casabermeja en miles de Euros según datos del Ministerio de Hacienda y Ad. Públicas. |

### Transporte público
Casabermeja está integrado en el Consorcio de Transporte Metropolitano del Área de Málaga, que opera las siguientes líneas de autobuses interurbanos en su territorio:
| Línea | Trayecto                          | Información        |
| ----- | --------------------------------- | ------------------ |
| M-151 | Málaga-Casabermeja-Arroyo Coche   | Horarios y Paradas |
| M-251 | Málaga-Colmenar                   | Horarios y Paradas |
| M-253 | Málaga-Casabermeja-Antequera      | Horarios y Paradas |
| M-254 | Málaga-Casabermeja-Rute           | Horarios y Paradas |
| M-550 | Casabermeja-El Palo (solo verano) | Horarios y Paradas |
| M-552 | Colmenar-El Palo (solo verano)    | Horarios y Paradas |

## Política y administración
La administración política de la ciudad se realiza a través de un Ayuntamiento de gestión democrática cuyos componentes se eligen cada cuatro años por sufragio universal. El censo electoral está compuesto por todos los residentes empadronados en Casabermeja mayores de 18 años y nacionales de España y de los restantes Estados miembros de la Unión Europea. Según lo dispuesto en la Ley del Régimen Electoral General, que establece el número de concejales elegibles en función de la población del municipio, la Corporación Municipal de Casabermeja está formada por 11 concejales.
Las primeras elecciones municipales tras la restauración de la democracia en España fueron ganadas por el Partido Comunista de España-Partido Comunista de Andalucía (PCE-PCA), que gobernó durante dos legislaturas, hasta que en 1987 fue sustituido por el Partido Socialista Obrero Español de Andalucía (PSOE-A). Este partido ocupó la alcaldía durante otras dos legislaturas, siendo sustituido por Izquierda Unida Los Verdes-Convocatoria por Andalucía en 1995. En la legislatura de (2007-2011), este partido tiene 4 concejales, el mismo número que tiene el Partido Popular (PP), frente a los 3 que tiene el PSOE-A. En la legislatura (2011-2015) el Partido Popular (PP) obtuvo 5 concejales seguido de IULVCA con 4 y el PSOE-A con 2, siendo la alcaldía para IULVCA tras alcanzar estos dos últimos un pacto de legislatura. En la legislatura de (2015-2019), IULVCA tiene 6 concejales, PSOE-A tiene 3 concejales y el PP tiene 2 concejales. En la presente legislatura de (2019-2023), Adelante Casabermeja tiene 5 concejales, PSOE-A tiene 4 concejales y Partido Popular tiene 2 concejales. En enero de 2023, IU y el PPA pactan una moción de censura contra el alcalde socialista. Una alianza que implica una alternancia en el poder durante los cinco meses hasta las elecciones del 28 mayo. En enero de dicho año, y hasta el mismo mes de marzo, Pedro Hernández será el regidor de la localidad.
| Periodo   | Nombre                                                                                          | Partido                |
| --------- | ----------------------------------------------------------------------------------------------- | ---------------------- |
| 1979-1983 | Francisco García Mancebo                                                                        | PCE-A                  |
| 1983-1987 | Francisco García Mancebo                                                                        | PCE-A                  |
| 1987-1991 | Francisco José Durán Pino                                                                       | PSOE-A                 |
| 1991-1995 | Francisco José Durán Pino                                                                       | PSOE-A                 |
| 1995-1999 | Andrés Lozano Pino                                                                              | IU-LV-CA               |
| 1999-2003 | Andrés Lozano Pino                                                                              | IU-LV-CA               |
| 2003-2007 | Andrés Lozano Pino                                                                              | IU-LV-CA               |
| 2007-2011 | Antonio Domínguez Durán                                                                         | IU-LV-CA               |
| 2011-2015 | Antonio Domínguez Durán (IU)                                                                    | IU-LV-CA-PSOE          |
| 2015-2019 | Antonio Domínguez                                                                               | IU-LV-CA Para la Gente |
| 2019-2023 | José María García Fernández (hasta enero de 2023) Pedro Hernández (entre enero y marzo de 2023) | PSOE-A PPA             |

## Fiestas

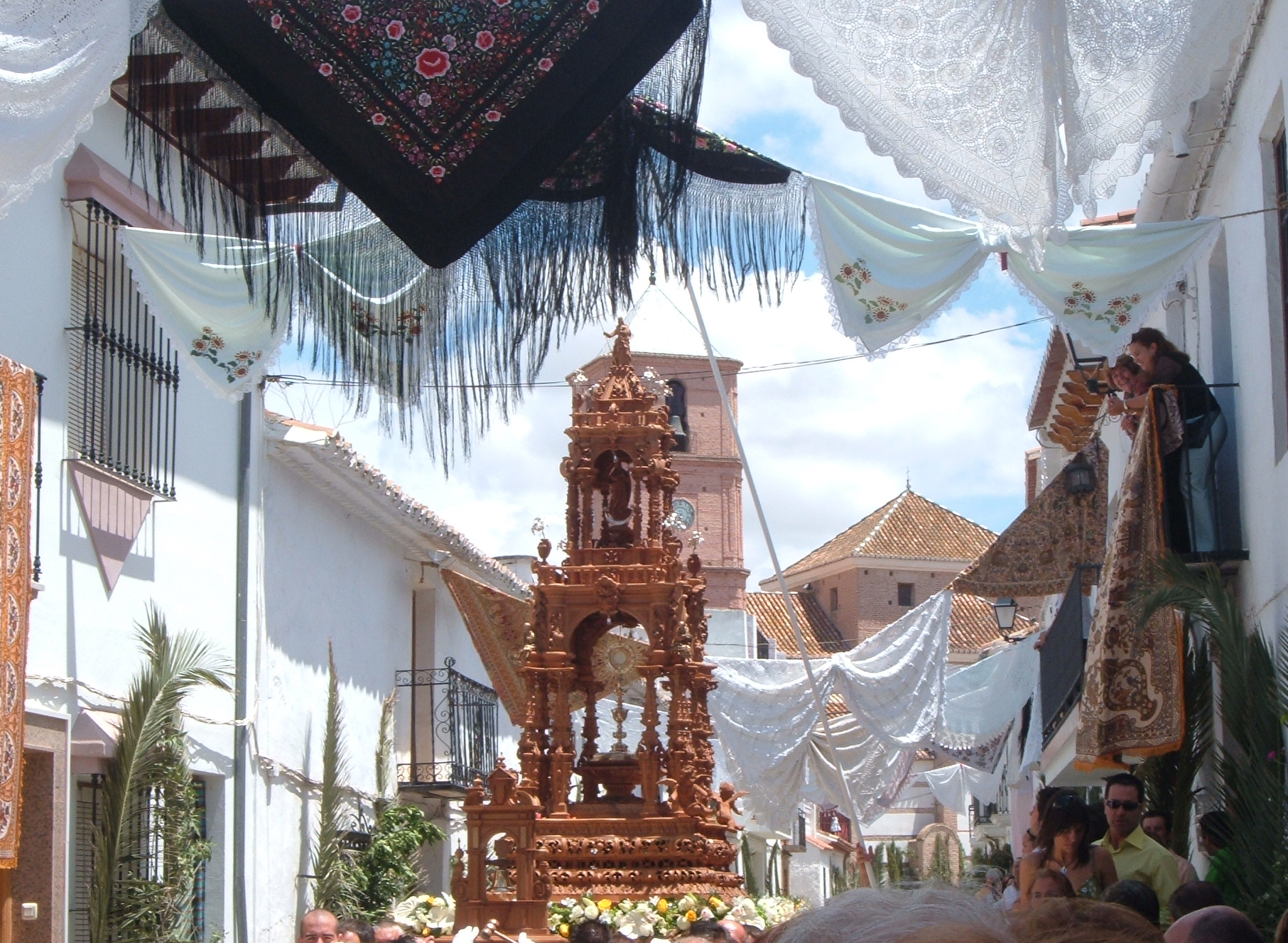
Corpus Christi.

La primera festividad del año corresponde a la del patrón, San Sebastián, el día 20 de enero. La fiesta se traslada al siguiente domingo, procesionándose la imagen del patrón por el recorrido tradicional caracterizándose porque los vecinos le arrojan caramelos a su paso. Una vez encerrada la procesión en la ermita del cementerio, se da una degustación gastronómica en la plaza central del pueblo destacando las típicas migas de Casabermeja.
Mención aparte merece la Semana Santa de Casabermeja. La Semana Santa se inicia el Jueves Santo realizándose una estación de penitencia, procesionándose a Jesús Nazareno y la Virgen de los Dolores; el Viernes Santo por la tarde se procesiona a Jesús Crucificado y la Virgen de la Piedad; y por la madrugada tiene lugar la procesión más querida por los bermejos: la procesión de Jesús en el Sepulcro y la Virgen de la Soledad, caracterizándose porque todo el alumbrado público se apaga y la procesión se lleva a la luz de las velas que llevan todos los vecinos en el más estricto silencio. Y llegando ya al Domingo de Resurrección, Jesús Resucitado es procesionado por las mozas del pueblo. La Semana Santa de Casabermeja destaca por ser la única que ha conservado la verdadera Semana Santa malagueña del siglo XVIII. La característica principal es la forma de portar los tronos con el antiguo sistema de correón y horquilla, sistema consistente en que los portadores lleva una correa de cuero cruzada desde un hombro hasta la cintura opuesta, donde se engancha en el varal del trono. A la hora de parar el trono para descansar, se sostiene mediante unas horquillas bajas que llevan en la mano los portadores. Es por esto por lo que en Casabermeja los portadores de tronos son denominados correonistas. Este sistema descrito solo se utiliza en las estaciones de penitencia de pasión, ya que las de gloria se llevan a hombros.
Otra fiesta de gran arraigo es la de San Marcos, día en el que todos los vecinos se marchan al campo a pasar el día. El 3 de mayo se celebra el Día de la Cruz, y como es tradición desde el siglo XVII, se colocan en las hornacinas existentes en las diferentes fachadas de las casas cruces de madera tallada, artísticamente decoradas con flores de artesanía y engalanadas con multitud de coronas de flores naturales. Estas cruces quedan colgadas hasta el año siguiente.
A continuación se celebra la principal fiesta del pueblo, el Corpus Christi. Tal ha sido la importancia de la fiesta en el municipio desde tiempos inmemorables que se amasó un dicho en la comarca que decía que "que eres más largo que un día del Señor en Casabermeja" de lo sonadas y extensas que eran las celebraciones. Las celebraciones duran cuatro días con diferentes actos culturales y por de noche se acude a la feria, pero es el domingo el Día Grande de Casabermeja, cuando tiene lugar la celebración de la famosa procesión. Durante la noche anterior los vecinos engalanan las calles con matas, con colchas por los balcones y de fachada a fachada, con altares, alfombras confeccionadas con aserrín coloreado, flores y con plantas aromáticas como el maltranto y el romero, convirtiéndose el pueblo en un vergel lleno de colorido y frescor. Por la mañana, una vez terminada la misa, se procesiona la exquisita custodia de Casabermeja hecha en madera de cedro con el rico ostensorio de plata dorada del siglo XVII, siendo el mejor Corpus de la provincia de Málaga y uno de los mejores de Andalucía.
También es celebrada la festividad de San Juan en Casabermeja, confeccionándose los típicos “viejos” que son quemados a las 12 de la noche como es tradicional.
En el tercer sábado de julio tiene lugar el famoso Festival de Cante Grande de Casabermeja, siendo uno de los más importantes y antiguos de Andalucía por el que han pasado todos los mejores cantaores. Está declarado Fiesta de Singularidad Turística Provincial, otorgado en 2007 por la Diputación Provincial de Málaga y Fiesta de Interés Turístico Nacional de Andalucía, concedida por la Junta de Andalucía en 2003.
El primer fin de semana de agosto tiene lugar la Feria de Agosto, celebrándose durante 4 días tanto por de día como por de noche y el 15 del mismo mes tiene lugar la Romería de la Virgen del Socorro, patrona de Casabermeja, que es llevada hasta su ermita donde los vecinos pasan todo el día celebrándolo.
Una fiesta de mucho arraigo también en este pueblo es la celebración del Día de Todos los Santos, que es cuando los vecinos limpian sus nichos y llevan flores al cementerio municipal de Casabermeja, único cementerio declarado B.I.C. con categoría de monumento de Andalucía, por destacar por su originalidad y su característica forma de enterramiento.
En el mes de septiembre se lleva organizando, desde hace unos años, la fiesta de la Cabra Malagueña, en la que se reúnen ganaderos y vecinos de la comarca para dar a conocer la importancia de esta raza, degustar productos derivados, destacando sus quesos, y disfrutar de un ambiente de fiesta que, en su sexta edición, celebrada en 2014, congregó a miles de visitantes.
En el 1 noviembre se celebra el día de Todos los Santos, dónde destaca la iluminación de las calles que llevan al camposanto desde la iglesia. También la iluminación del cementerio y su visita teatralizada.

## Gastronomía
La cocina de Casabermeja es rica y variada. El pueblo cuenta con mucha y varia hostelería que durante la época invernal, principalmente, recibe una gran afluencia de personas a degustar su gastronomía. En la celebración de la fiesta de San Sebastián cada restaurante da una ración de lo mejor de su cocina para la degustación de toda persona que acuda a la fiesta, destacando el típico plato del pueblo: las migas.
Otros platos típicos son la olla de la era, el gazpacho, los borrachuelos y las tortas de aceite. Gran importancia han cobrado en los últimos años las migas de La Posada, que atrae cada invierno a un buen número de visitantes y los famosos bizcochos de La Justa, un obrador histórico para este pueblo malagueño.

## Deporte
El municipio de Casabermeja cuenta con diversas instalaciones para la práctica deportiva. Entre ellas se encuentran el estadio de fútbol Martín Vadillo, el polideportivo municipal Antonio Sánchez Fernández, cuatro pistas de pádel, un gimnasio, la piscina municipal o el pabellón cubierto La Yesera.
En lo referente al fútbol, el Club Deportivo Casabermeja es el equipo representativo del pueblo, contando con más de cincuenta años de historia. Actualmente compite en División de Honor Andaluza senior, la máxima categoría del balompié autonómico.
Otros clubes de relevancia en la localidad son el Club Baloncesto Casabermeja, el Club de Pádel Casabermeja, el Club de Ajedrez El Caballo o el Club Atletismo Casabermeja, todos ellos con importante participación en el ámbito provincial.